# Via Annia
La via Annia va ser una via romana que va construir el cònsol Tit Anni Lusc l'any 153 aC. Recorria el Vèneto i unia Adria amb Aquileia passant per Pàdua. Creuava la llacuna de Venècia, llavors quasi deshabitada, passant per Concordia Sagittaria. La carretera va tenir un paper significatiu en la romanització del Nòric.
Quan passava pels terrenys pantanosos, es va construir la calçada sobre pilars de pedra per elevar-la per sobre del terreny, i les voreres s'elevaven per damunt de la via per preservar-la d'inundacions. Es conserven tres itineraris que parlen d'aquesta via i indiquen la situació de les estacions (mansiones, plural de mansio) que hi havia entre Pàdua i Aquileia.
La via arribava a Altinum, on hi havia un ramal de la via Claudia Augusta que travessava els Alps i feia cap al limes del Danubi. Més endavant creuava la via Postúmia i acabava a Aquileia, una ciutat construïda com una fortalesa per defensar aquella part d0Itàlia de les invasions del nord i de l'est. La ciutat es va convertir en un important port fluvial que regulava i afavoria el comerç entre Venècia, Ístria, Iulia Emona (actual Ljubljana) i el Nòric.